# Mioveni
Mioveni je město v Rumunsku, které má přibližně 29 tisíc obyvatel, z toho 95 % se hlásí k rumunské národnosti. Je po Pitești druhým největším městem župy Argeș a leží na řece Râul Doamnei 130 km severozápadně od Bukurešti v nadmořské výšce 417 m. Město vzniklo spojením původních vesnic Mioveni, Clucereasa, Colibași, Făgetu a Racovița. Ve městě sídlí automobilka Dacia. Zároveň se zde některé modely Dacia Vyrábí.

## Historie
První písemná zmínka pochází z roku 1485, když zde sídlil kníže Miha Mihoveni. Venkovský charakter osídlení se změnil v roce 1968, kdy byla v Colibași otevřena továrna na automobily Dacia, což vedlo k přílivu pracovních sil. V dubnu 1989 bylo Colibași povýšeno na město a v roce 1996 přejmenováno na historický název Mioveni. Prosperující automobilka umožnila moderní výstavbu, město je napojeno na silnici DN73. Nachází se zde také věznice a výzkumný ústav jaderné energie, historickou památkou je klášter Vieroşi.

## Sport
Ve městě sídlí fotbalový klub CS Mioveni.

## Partnerská města
- Landerneau (Francie)
- Petrič (Bulharsko)
- Salamis (Řecko)
- Istra (Rusko)
- Grand Saconnex (Švýcarsko)
- Abrantes (Portugalsko)
- Măgdăcești (Moldavsko)